# Лобода Едуард Віталійович
Едуард Віталійович Лобода (2 січня 1994 — 4 липня 2019) — український військовик, старший солдат Збройних сил України, учасник російсько-української війни.

## Життєпис
Народився 1994 року в селі Підопригори (Лебединський район, Сумська область). Вмів гарно малювати, писав вірші, також захоплювався військовою справою. 2012-го вступив до історичного факультету СумДПУ, провчився 2 курси.
Учасник Революції Гідності. З 2014 по 2016 рік навчався у Лебединському ВПУ лісового господарства — за фахом автослюсаря-водія категорії «С» й кранівника. По тому працював в ПП «Надь» водієм-кранівником та підприємстві «Суми Софтранс» (водієм). Періодично виїздив у зону боїв добровольцем ДУК, окрема тактична група імені капітана Воловика (серпень 2016 — травень 2017 року), тактична група «Сапсан» (травень 2017 — жовтень 2018 року); інструктор з мінно-саперної справи, розвідник. Воював біля Мар'їнки, Авдіївки, Пісків та шахти «Бутівка». Від 26 жовтня 2018 року служив за контрактом з побратимами із ДУК у 24-ій бригаді. Старший солдат, оператор-радіотелефоніст 2-го розвідувального взводу розвідувальної роти.
3 липня 2019 року очолював групу бійців, яка забезпечувала прикриття проміжків, де передбачались дії ворожих диверсійно-розвідувальних груп. Пересуваючись визначеним маршрутом, не помітив встановлений терористами вибуховний пристрій й підірвався, при цьому прийнявши весь удар вибуху на себе, цим прикрив побратимів від вибуху. У важкому стані був доставлений до лікарні міста Курахове; медики намагались стабілізувати його стан. Вранці 4 липня помер від поранень..
6 липня 2019 року похований в селі Підопригори.
Без Едуарда лишились батьки та двоє братів (один з них служить у 80-й бригаді).

## Нагороди та вшанування
- Указом Президента України № 804/2019 від 5 листопада 2019 року за «особисту мужність і самовідданість, виявлені під час бойових дій, зразкове виконання військового обов'язку» нагороджений орденом «За мужність» III ступеня (посмертно)[4].
- Відзнака «Бойовий Хрест Корпусу» (посмертно, 7 серпня 2019 року)
- 9 жовтня 2019 року у селі Павленкове на фасаді навчально-виховного комплексу відкрито і освячено пам'ятну дошку на честь Едуарда Лободи[5].